# Superpuchar Norwegii w piłce nożnej
Superpuchar Norwegii w piłce nożnej (norw. Mesterfinalen) – trofeum przyznawane zwycięskiej drużynie meczu rozgrywanego pomiędzy aktualnym Mistrzem Norwegii oraz zdobywcą Pucharu Norwegii w danym sezonie (jeżeli ta sama drużyna wywalczyła zarówno mistrzostwo, jak i Puchar kraju - to jej przeciwnikiem zostaje wicemistrz).

## Historia
W sezonie 2009 odbył się pierwszy oficjalny mecz o Superpuchar Norwegii, nazwany Superfinalen. Pierwszy pojedynek rozegrano 8 marca 2009 roku. W tym meczu Stabæk Fotball pokonał 3:1 Vålerenga Fotball. Przed sezonem 2011 NFF i Norsk Toppfotball oświadczyły, że Superpuchar nie zostanie rozegrany, stwierdzając, że rozgrywki nie są interesujące ani ze sportowego, ani komercyjnego punktu widzenia. Jednak dwie niedoszłe drużyny, zwycięzca ligi Rosenborg BK i zdobywca pucharu Strømsgodset IF, mogły rozegrać mecz towarzyski przed sezonem, chociaż nie byłby to traktowany jako oficjalny mecz.
W 2016 roku, po tym, jak Discovery Communications i TVNorge nabyły prawa do Eliteserien, podjęto nową próbę zorganizowania Superpucharu rozpoczynającego się w 2017 roku pod nazwą UNICEF Mesterfinalen. Wszystkie dotychczasowe mecze odbyły się na stadionie domowym mistrza lub zdobywcy Pucharu kraju.
Edycja 2019 miała zostać rozegrana pomiędzy Rosenborg BK i Molde FK na Ullevaal Stadion w Oslo. Rosenborg zakwalifikował się jako zwycięzca Eliteserien 2018, gdzie zajął 5 punktów przewagi nad Molde. Molde zakwalifikował się jako wicemistrz Eliteserien, ponieważ Rosenborg wygrał również Puchar Norwegii 2018, ale z powodu ekstremalnych warunków pogodowych mecze zostały odwołane 2 dni przed planowaną kolejką.
W 2020 roku Superpuchar Norwegii ponownie nie został rozegrany, tym razem z powodu pandemii COVID-19.

## Format
Mecz o Superpuchar Norwegii rozgrywany jest przed rozpoczęciem każdego sezonu. W przypadku remisu po upływie regulaminowego czasu gry przeprowadza się dogrywka. Jeżeli i ona nie wyłoni zwycięzcę, to od razu zarządzana jest seria rzutów karnych.

## Zwycięzcy i finaliści
| Sezon                                         | K | K | T | Zwycięzca      | Wynik | Finalista         | Data, miejsce                                  | Uwagi                                                             |
| Superfinał Norwegii (norw. Superfinalen)      |   |   |   |                |       |                   |                                                |                                                                   |
| 2009                                          |   |   | 1 | Stabæk Fotball | 3:1   | Vålerenga Fotball | 08.03.2009, Telenor Arena, Fornebu, 6.362      |                                                                   |
| 2010                                          |   |   | 1 | Rosenborg BK   | 3:1   | Aalesunds FK      | 07.03.2010, Color Line Stadion, Ålesund, 3.180 |                                                                   |
| 2011–2016                                     |   |   |   |                |       |                   |                                                | nie rozgrywano                                                    |
| Finał Mistrzów Norwegii (norw. Mesterfinalen) |   |   |   |                |       |                   |                                                |                                                                   |
| 2017                                          |   |   | 2 | Rosenborg BK   | 3:1   | SK Brann          | 29.03.2017, Brann Stadion, Bergen, 10.681      |                                                                   |
| 2018                                          |   |   | 1 | Rosenborg BK   | 1:0   | Lillestrøm SK     | 25.04.2018, Åråsen Stadion, Lillestrøm, 4.295  |                                                                   |
| 2019                                          |   |   |   |                |       |                   |                                                | mecz Rosenborg BK - Molde FK nie odbył się przez warunki pogodowe |
| 2020                                          |   |   |   |                |       |                   |                                                | nie rozgrywano przez COVID-19                                     |
| 2021–2022                                     |   |   |   |                |       |                   |                                                | nie rozgrywano                                                    |

Uwagi:

- wytłuszczono i kursywą oznaczone zespoły, które w tym samym roku wywalczyły mistrzostwo i Puchar kraju (dublet),
- wytłuszczono zespoły, które zdobyły mistrzostwo kraju,
- kursywą oznaczone zespoły, które zdobyły Puchar kraju.

## Statystyka

### Klasyfikacja według klubów
W dotychczasowej historii finałów o Superpuchar Norwegii na podium oficjalnie stawało w sumie 6 drużyn. Liderem klasyfikacji jest Rosenborg BK, który zdobył trofeum 3 razy.
Stan na 31.05.2022. 
| Lp. | Klub              | Zdobywca | Finalista    | Zwycięskie sezony | Przegrane finały |   |   |                  |  |
| --- | ----------------- | -------- | ------------ | ----------------- | ---------------- | - | - | ---------------- |  |
| Lp. | Klub              | 1.       | Rosenborg BK | Zwycięskie sezony | Przegrane finały | 3 | 0 | 2010, 2017, 2018 |  |
| 2.  | Stabæk Fotball    | 1        | 0            | 2009              |                  |   |   |                  |  |
| 3.  | Vålerenga Fotball | 0        | 1            |                   | 2009             |   |   |                  |  |
| 3.  | Aalesunds FK      | 0        | 1            |                   | 2010             |   |   |                  |  |
| 3.  | SK Brann          | 0        | 1            |                   | 2017             |   |   |                  |  |
| 3.  | Lillestrøm SK     | 0        | 1            |                   | 2018             |   |   |                  |  |

### Klasyfikacja według miast
Stan na 31.05.2022.
| Miasto    | Liczba tytułów | Kluby              |
| --------- | -------------- | ------------------ |
| Trondheim | 3              | Rosenborg BK (3)   |
| Bærum     | 1              | Stabæk Fotball (1) |

### Klasyfikacja według kwalifikacji
| Tytuł                     | Zwycięstw | Finałów |
| ------------------------- | --------- | ------- |
| Mistrz Norwegii           | 4         | 0       |
| Zdobywca Pucharu Norwegii | 1         | 3       |
| Wicemistrz Norwegii       | 0         | 1       |